# Оверлок

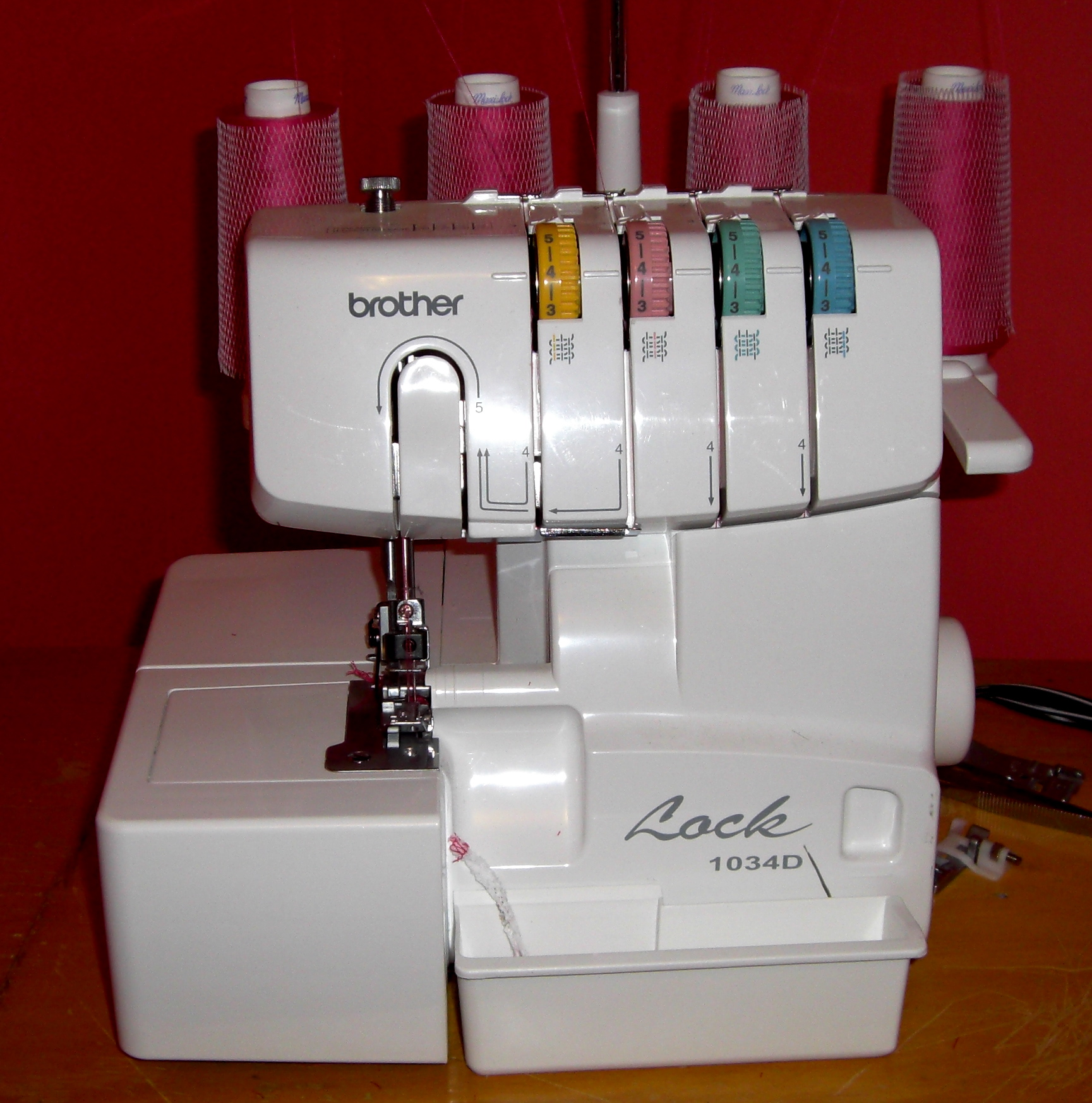
Четырёхниточный бытовой оверлок

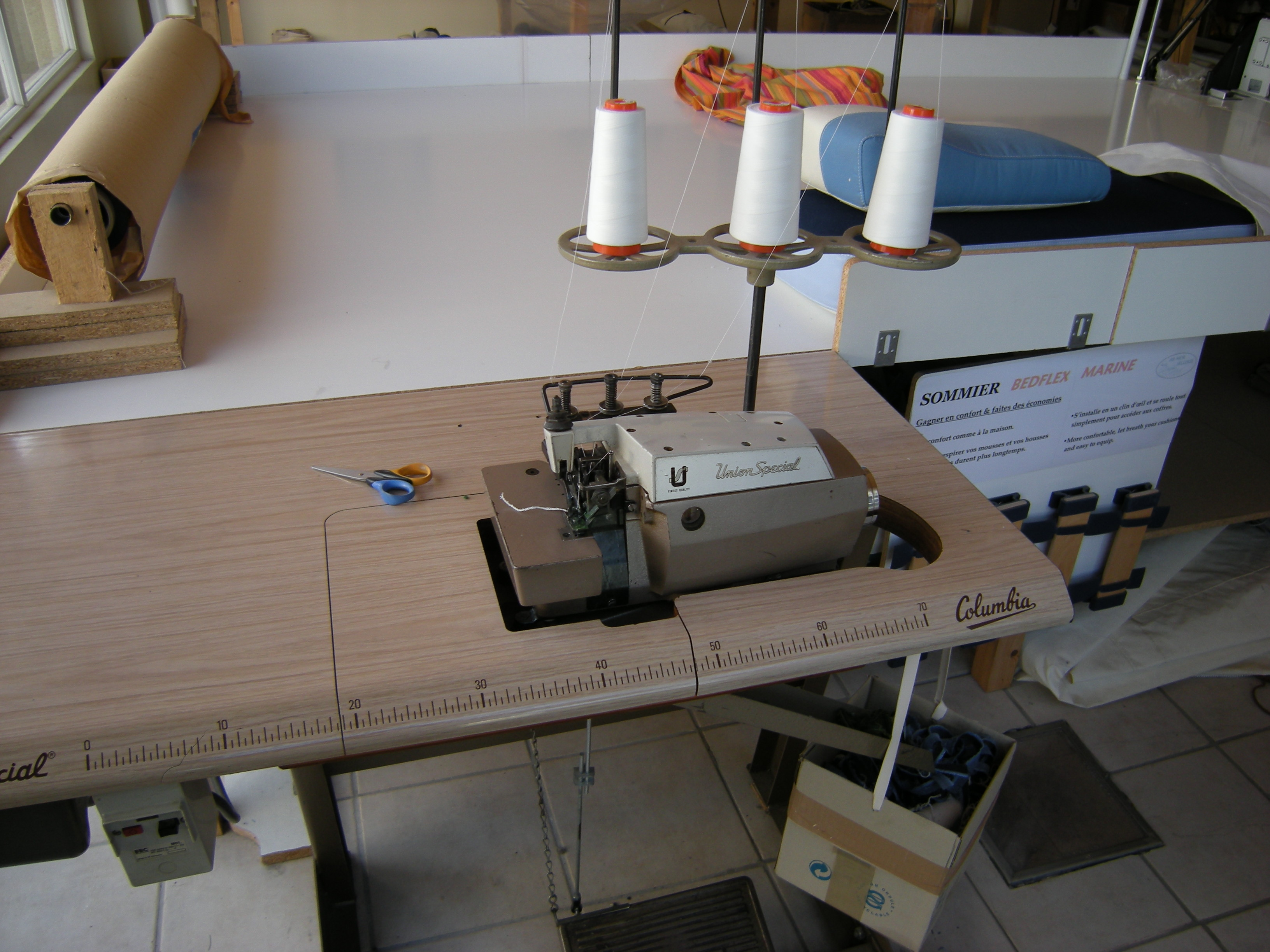
Трёхниточный промышленный оверлок

Оверлок (от англ. overlock) — вид швейной машины для обмётывания срезов текстильных материалов (тканых и нетканых) при изготовлении швейных изделий (одежды и других). Обмётывание предотвращает осыпание (распускание) срезов материалов и придаёт им красивый вид. Одновременно с обмётыванием оверлок обрезает излишки ткани.
Вместе с обмётыванием, некоторые оверлоки могут одновременно стачивать детали изделий, выполняя строчку цепного стежка (стачивающе-обмёточные машины).
Оверлоки, способные выполнять плоские (распошивальные) швы для обработки трикотажных изделий, называются коверлоками (от англ. coverlock). Коверлоки также выполняют стачивающе-обмёточные-подшивные швы.

## Разновидности
Оверлоки различаются по количеству рабочих нитей (от 2 до 10). Самым распространённым является 3-ниточный шов.

## Виды швов

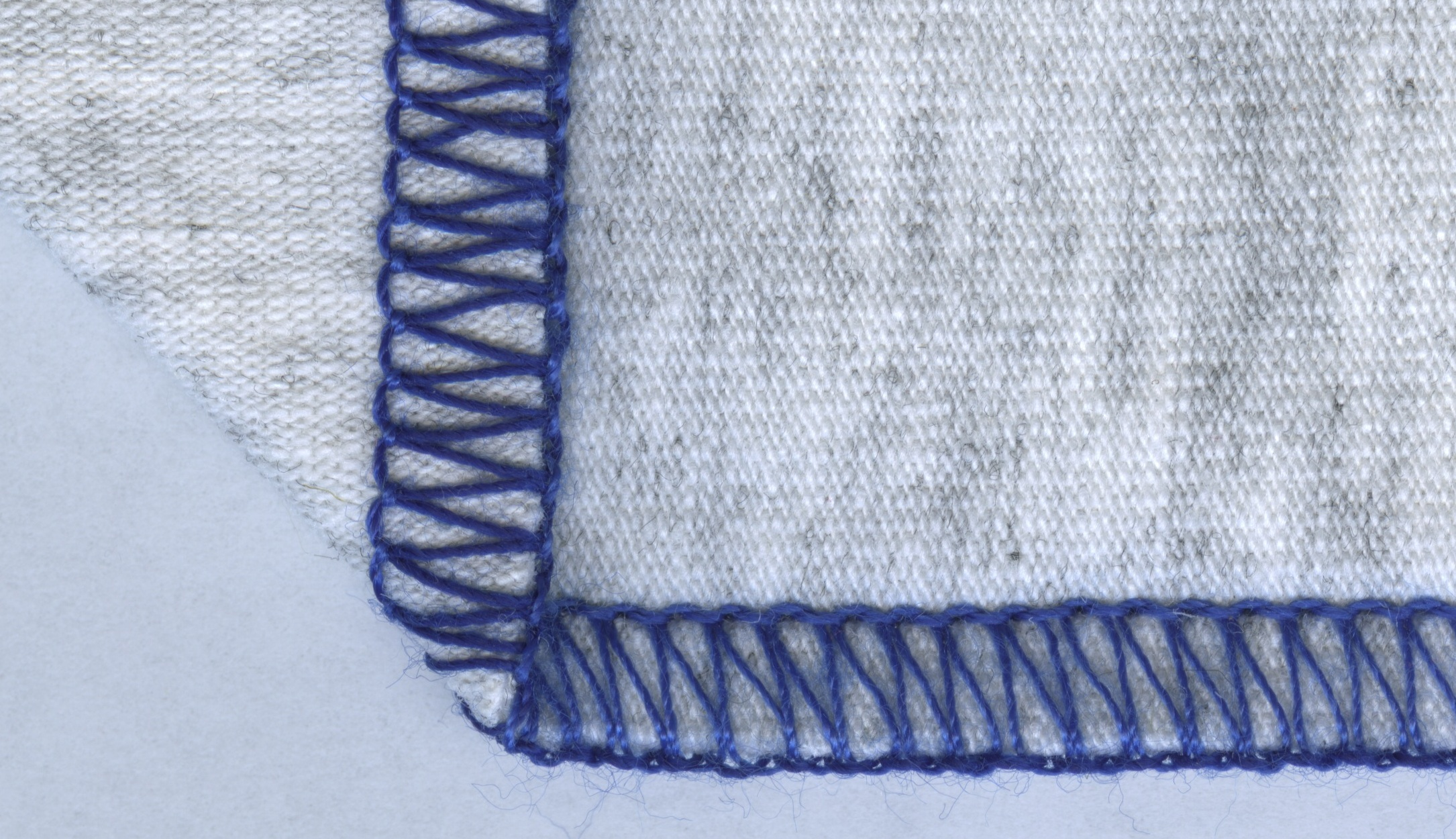
Стандартный трёхниточный обмёточный шов, получаемый равномерным натяжением всех трёх нитей оверлока
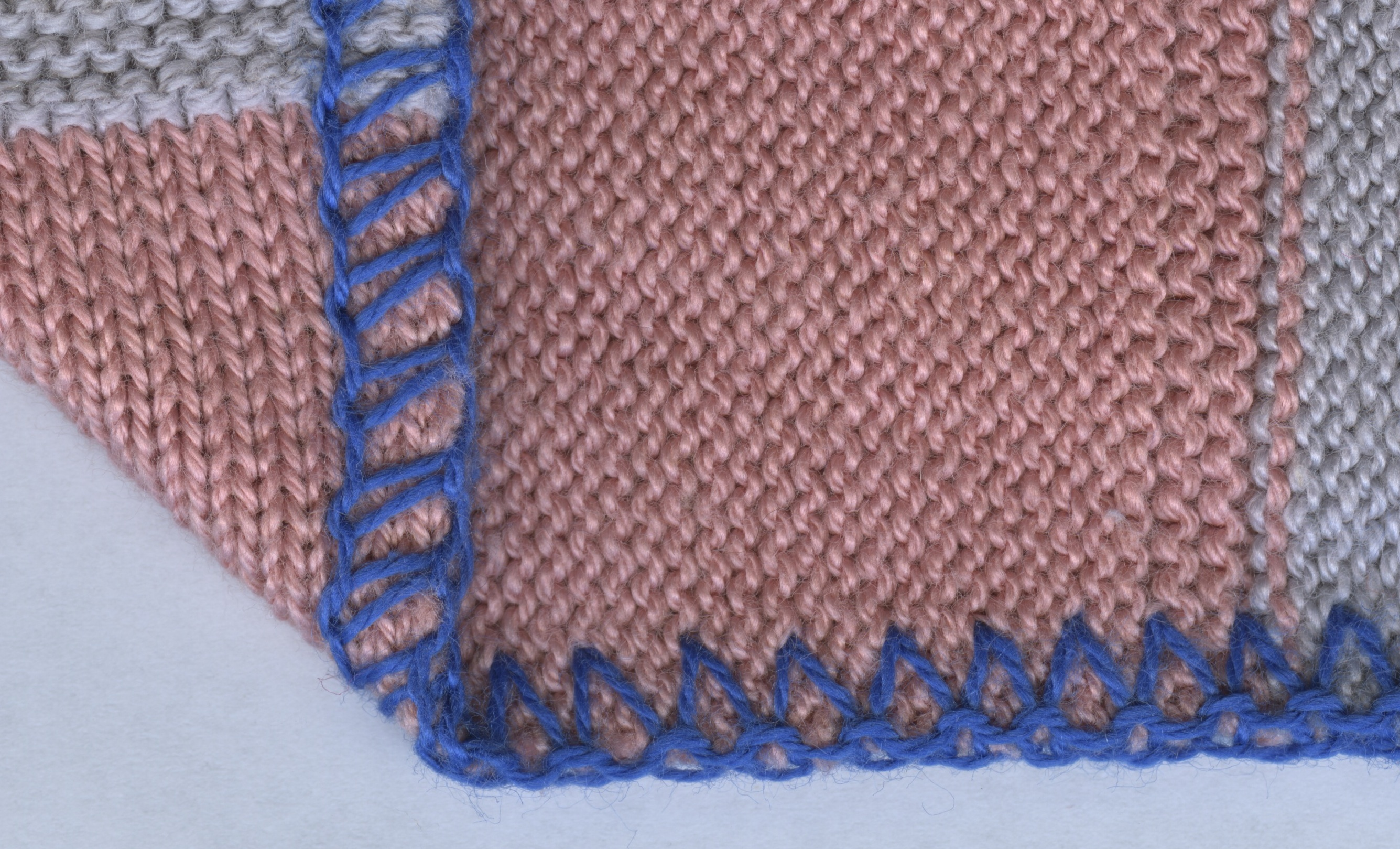
Разновидность трёхниточного шва. Образуется путём более сильного натяжения нити нижнего петлителя и ослабления игольной нити
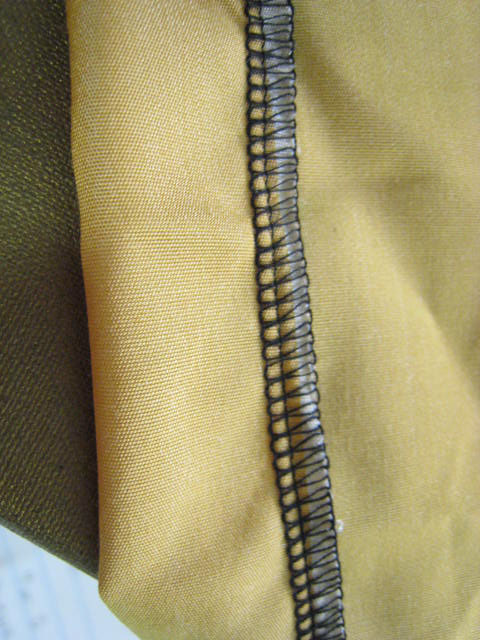
Четырёхниточный обмёточный шов. Выполняется двумя иглами оверлока

## Формирование трёхниточного обмёточного шва

Схема трёхнитевого обмёточного шва

1. Когда игла входит в ткань, а затем начинает движение из нижней точки, над ушком иглы формируется петля из нити.
2. По мере углубления иглы в ткань, нижний петлитель начинает двигаться слева направо. Носик нижнего петлителя входит в петлю, образованную игольной нитью.
3. Нижний петлитель продолжает движение направо, и нижняя нить продевается сквозь петлю игольной нити.
4. Пока нижний петлитель движется слева направо, верхний движется справа налево. Носик верхнего петлителя проходит за нижним петлителем и захватывает его нить.
5. Нижний петлитель начинает двигаться обратно в крайнее левое положение. Верхний петлитель продолжает движение налево, удерживая нить нижнего петлителя на месте.
6. Игла опять начинает движение вниз за верхним петлителем, удерживая его нить. Это завершает образование обмёточного стежка и начинает образование следующего.